# Bandera de Vilamalla
La bandera oficial de Vilamalla (Alt Empordà) té la següent descripció:
Bandera apaïsada, de proporcions dos d'alt per tres d'ample, vermella, amb una creu groga en aspa (o sautor), dita de Sant Vicenç, que s'acompanyarà de dues claus passades en sautor, amb les dents a dalt i mirant cap enfora, la groga en banda sobre la d'argent en barra, a la part superior, i de dues rodes grogues, una a cada flanc. L'amplada de l'aspa és d'una sisena part de l'alt de la bandera, igual que el diàmetre de les rodes. La llargada de les claus és de dues novenes parts de l'alt.
La creu és la de San Vicenç, patró del poble. Les claus i les rodes són el senyal del monestir de Sant Pere de Rodes. Està relacionada amb les armes de Viladamat.
Va ser aprovada el 13 de juny de 1990 i publicada en el DOGC el 29 de juny del mateix any amb el número 1311.